# Tjederia brevicornis
Tjederia brevicornis är en insektsart som beskrevs av Mansell 1981. Tjederia brevicornis ingår i släktet Tjederia och familjen Nemopteridae. Inga underarter finns listade i Catalogue of Life.